# Cuadernos Hispanoamericanos
Cuadernos Hispanoamericanos es una revista cultural española de periodicidad mensual, editada en la actualidad por la Agencia Española de Cooperación Internacional para el Desarrollo (AECID). Fundada en 1948, sus antecedentes hay que buscarlos en la Sección de Ediciones de la Falange franquista. 

## Historia
Comenzó a publicarse en enero-febrero de 1942, y lo ha hecho ininterrumpidamente hasta hoy. Editada originalmente por el Instituto de Cultura Hispánica, nació como respuesta a los Cuadernos Americanos, fundados en México por escritores republicanos españoles. Su primer director fue el humanista Pedro Laín Entralgo, pero muy pronto le sucedió el poeta Luis Rosales, que marcó en buena medida el perfil de la revista. Rosales incorporó a escritores europeos católicos, como Thomas Merton, Georges Bernanos o Theilard de Chardin; apoyó a los grandes poetas hispanos y dedicó un volumen a Pablo Neruda. A partir de 1966 dirige la revista el historiador José Antonio Maravall, quien la abrirá a otras materias como la sociología, la antropología o la economía social. Ya en la etapa democrática, en 1982, el poeta Félix Grande, que llevaba en la redacción desde la época de Rosales, pasa a dirigir la revista. Polémico fue su cese en 1996 por el Gobierno de José María Aznar, que dio paso a la etapa del ensayista argentino nacionalizado español Blas Matamoro. Más tarde, en 2008, un nuevo cambio de Gobierno lleva al poeta y novelista Benjamín Prado a la dirección. Por último, en 2012, el poeta y crítico Juan Malpartida se hace cargo de su línea editorial.

### Anécdotas
En 1963, un ensayo (de Ramón de Garciasol) que tocó el tema "prohibido" del asesinato de Federico García Lorca, provocó la retirada del número, se compuso e imprimió otro artículo del mismo tamaño (de Rafael Cansinos Assens), se cortó a mano la encuadernación de todos los ejemplares no distribuidos, se sacó el artículo prohibido, y se encuadernaron de nuevo con el de Cansinos. El caso "llegó hasta ministros y provocó el retiro del entonces director de la revista, Luis Rosales".

### Trayectoria
En Cuadernos Hispanoamericanos han colaborado la mayor parte de los nombres importantes de la literatura hispanoamericana y española. Siendo una publicación centrada en la producción de la lengua española, desde sus inicios tuvo una voluntad universal: muchos escritores de otras lenguas, y no solo los hispanistas, han publicado en Cuadernos ensayos, poemas y estudios académicos. En ella han colaborado Menéndez Pidal, Martin Heidegger, Francisco Soler Grima, Octavio Paz, Julio Cortázar, Francisco Ayala, Yves Bonnefoy, Charles Tomlinson, George Steiner, Francisco Umbral, Roberto Juarroz, Enrique Molina, Alejandro Rossi, Fernando Savater, Rafael Cadenas, Pere Gimferrer, Mario Vargas Llosa, José Ángel Valente,José Balza, etc.; y autores más jóvenes como Ernesto Pérez Zúñiga, Carlos Franz, Marina Perezagua, Karla Suárez, Jorge Eduardo Benavides, Juan Carlos Chirinos, Sara Mesa, Juan Carlos Méndez Guédez, Manuel Vilas, etc. 
En la actualidad es una publicación de la AECID, del Ministerio de Asuntos Exteriores y Cooperación de España. 
Además de la edición en papel, Cuadernos está disponible en internet en su propia página web y en la Biblioteca Virtual Miguel de Cervantes.